# Molgula georgiana
Molgula georgiana är en sjöpungsart som beskrevs av Wilhelm Michaelsen 1900. Molgula georgiana ingår i släktet Molgula och familjen kulsjöpungar.
Artens utbredningsområde är Södra Ishavet. Inga underarter finns listade i Catalogue of Life.